# Cusano Milanino
Cusano Milanino (Cusan in dialetto locale, IPA: [kyˈzãː], Cusano fino al 1862, Cusano sul Seveso fino al 1914) è un comune italiano di 19 042 abitanti della città metropolitana di Milano in Lombardia. Il comune fa parte del territorio del Nord Milano.

## Geografia fisica

### Territorio
Il comune sorge nell'alta pianura lombarda, a 152 m s.l.m., lungo il corso del Seveso, il fiume che attraversa l'area occidentale della città da nord a sud. Il territorio comunale è per la quasi totalità urbanizzato, a eccezione della zona agricola a settentrione del Milanino, compresa nel Parco Grugnotorto Villoresi.
Facente parte dell'area urbana della Grande Milano, e confinante con i comuni di Bresso, Cinisello Balsamo, Cormano e Paderno Dugnano, Cusano Milanino è un comune della prima cintura urbana di Milano ed è situato a circa 10 chilometri a nord della Piazza del Duomo di Milano.

### Clima
Secondo la classificazione climatica il comune è situato in "zona E", 2404 GR/G e dunque il limite massimo consentito per l'accensione dei riscaldamenti è di 14 ore giornaliere dal 15 ottobre al 15 aprile.
Situata nell'alta pianura padana, Cusano Milanino ha un clima di tipo continentale con inverni freddi e con molte giornate di gelo ed estati calde, umide e moderatamente piovose; in quest'ultimo periodo, in particolare, le temperature, possono superare i 30 °C e l'umidità che può raggiungere l'80%, causando il fenomeno dell'"afa". Come nel resto della Grande Milano, al contrario, il fenomeno della nebbia, una volta tipico del periodo autunnale e invernale, sta diventando via via sempre meno frequente.

## Storia

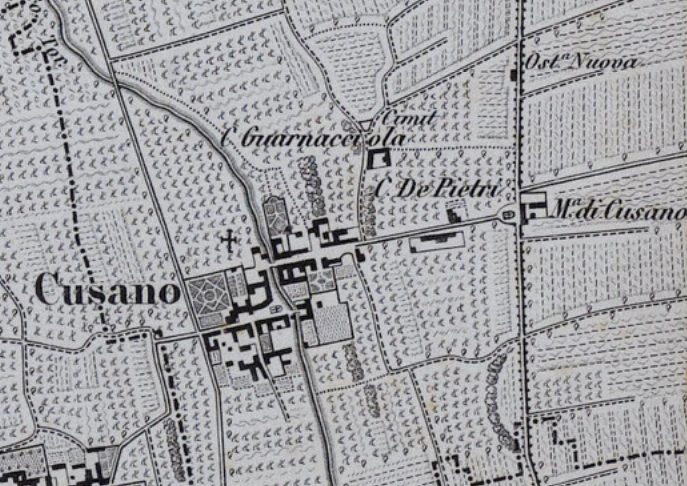
Cusano nella metà del XIX secolo

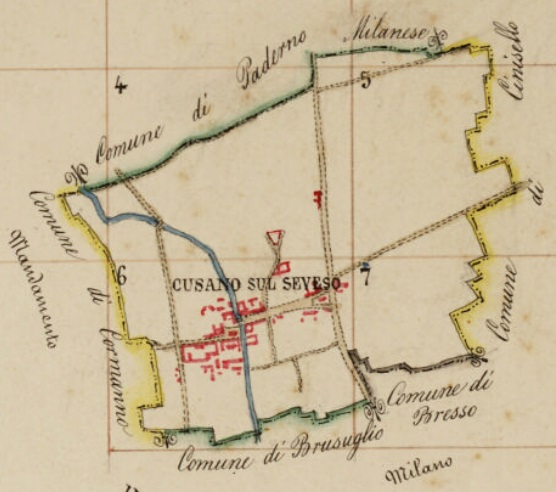
L'antico comune di Cusano sul Seveso successivamente chiamato Cusano Milanino

La storia di Cusano inizia nel 337, anno in cui giunsero in questi territori dei giudici inviati dall'imperatore Gioviano: assunsero ben presto il nome di Capuani, essendo loro originari di Capua. Mandati per svolgere funzioni amministrative, ottennero ben presto la qualifica di conti. Da Cusanum, nome latino di Cusano Milanino, passava la via Mediolanum-Bellasium, che metteva in comunicazione Milano con Bellagio.
Intorno all'anno Mille, il potere sarebbe passato alla famiglia dei Cusani, alla quale la precedente aveva devoluto i propri beni. Sul finire del XV secolo il feudo fu donato dal duca di Milano Ludovico il Moro alla moglie Beatrice d'Este. Durante il periodo della dominazione spagnola fu legato amministrativamente al Feudo di Desio, di cui seguì le sorti fino al 1657, quando fu scisso e ceduto alla famiglia Omodei. Il palazzo Omodei ospita gli affreschi degli anni 1654-1655 dipinti da Carpoforo Tencalla.
Nel Catasto Lombardo Veneto risultano a Cusano i seguenti proprietari terrieri: Aliprandi, Arrighini, Maderna, Radice, Zucchi, Arconati e Asnago, Beretta, Brambilla, Colombo, Donzelli, Mariani, Oriani, Piantanida, Rusconi, Schieppati, Turati, Venini e il Convento dei Padri Ospedalieri Fatebenefratelli come piccoli proprietari.
Ai primi dell'Ottocento il Comune — retto da deputati, dei quali uno fungeva da presidente — era molto efficiente e possedeva già un archivio, i cui primi atti risalgono al 1816. Nel 1860 venne istituito il Consiglio Comunale e fu anche nominato il primo sindaco, nella persona di Giovanni Panizzoni, farmacista. Due anni dopo, Cusano divenne Cusano sul Seveso e nel 1869 vi si aggregano Cormano e Brusuglio, ma appena un anno dopo si staccarono di nuovo. Nel 1875 si acquistò il terreno per la costruzione della prima Casa Comunale, che venne terminata nel 1879.

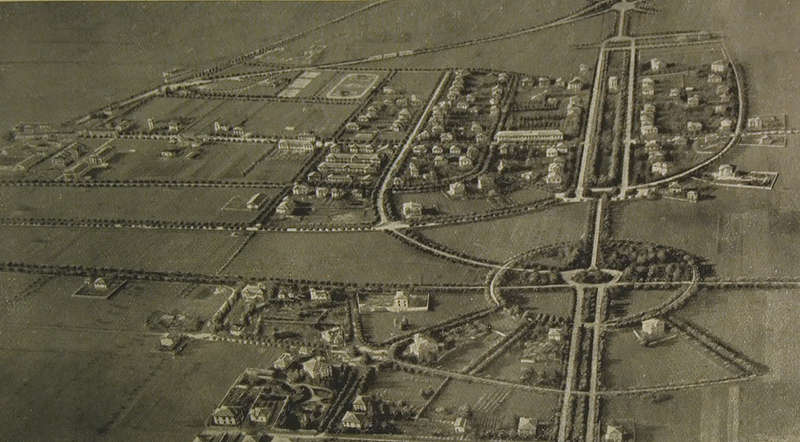
Panoramica storica di Milanino

Col Novecento si ebbero i primi momenti di vera svolta nella storia del paese, a cominciare dall'edificazione della città giardino di Milanino, la prima costruita in Italia sul modello di quelle realizzate in Inghilterra. Suo ideatore, il bresciano Luigi Buffoli, tra i primi nel mondo a capire l'importanza ed il valore sociale delle Cooperative, non solo quelle di consumo ma anche nel campo dell'edilizia, vista soprattutto come esperienza sociale. Nel 1915 nacque quindi la Cusano Milanino che oggi conosciamo.
Milanino è nato quindi per soddisfare i "bisogni abitativi" della classe media, riunitisi nella cooperativa fondata da Luigi Buffoli nel 1886: l'Unione Cooperativa,che si arricchì fra il 1909 e il 1923 di eleganti ville e villette, in stile Liberty ed eclettico, inframezzate da numerose zone a verde sia private sia pubbliche, una particolare rarità nell'urbanizzatissimo hinterland settentrionale milanese. Negli ultimi decenni, Milanino è divenuto oggetto di una specifica tutela da parte del Comune mentre la Regione Lombardia ha posto il vincolo di tutela ambientale.
Nei documenti, già nel Medioevo, il territorio dell'attuale Cusano veniva indicato come Cusanum o Cuxanum (prima fonte certa, un documento del 1689), ma non vi sono fonti specifiche che ne indichino una possibile derivazione. Rimasto fino al 1862, il toponimo Cusano, divenne poi Cusano sul Seveso. Tale richiesta, proveniente dall'ente chiese, nasceva dalla larga presenza di altri comuni del Regno d'Italia con lo stesso nome. Il regio decreto risale al 14 dicembre 1862. Lo stesso ente optò in seguito, nel 1914, ad un ulteriore mutamento del nome, divenuto Cusano Milanino, in riconoscimento anche alla costruenda città giardino. Tale altro regio decreto risale invece al 1º agosto 1915.

### Simboli
L'attuale stemma del Comune di Cusano Milanino è stato approvato dal consiglio comunale nel 1949 e concesso con decreto del presidente della Repubblica del 30 maggio 1953.
Il leone è ripreso dallo stemma del ramo romano della famiglia Omodei, che fu feudataria di Cusano dal 1675.
Il castello d'argento è un riferimento all'antico palazzo degli Omodei, che fu poi residenza della nobile famiglia di origine spagnola dei Manriquez.
La bordura composta di verde e d'oro è un elemento ripreso dall'arma dei Cusani, originari della località da cui presero il nome, e il cui stemma compare nello Stemmario Trivulziano e si rappresentava a cinque punti d'oro, equipollenti a quattro di verde.
Precedentemente il comune utilizzava uno stemma differente, concesso con regio decreto del 16 febbraio 1928 e modificato dopo l'avvento della Repubblica poiché presentava simboli del regime fascista.
Il gonfalone è costituito da un drappo interzato in palo di verde, di rosso e di giallo.

## Monumenti e luoghi d'interesse

### Architetture civili

#### Palazzo Manriquez, Omodei
Il Palazzo Manriquez si trova in via Omdei n. 2. È costituito da una fabbrica barocca con corpo presumibilmente del XV secolo.

#### La Cascina Guarnazzola

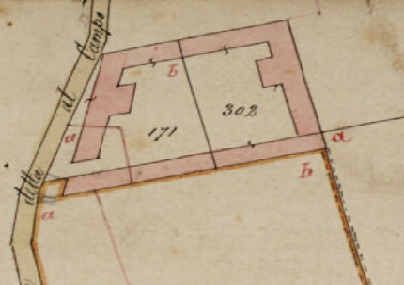
La Cascina Guarnazzola nella seconda metà del XIX secolo

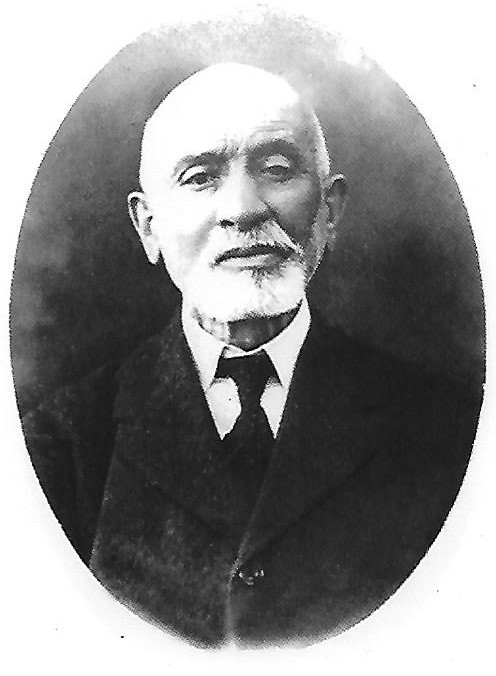
Il Cav. Vincenzo Aliprandi (Cusano 1850 - 1930), fratello del Cav. Rag. Giosuè Aliprandi (Cusano 9 luglio 1845 - Milano 10 agosto 1930). Entrambi i fratelli erano stati sindaci di Cusano e la loro famiglia era proprietaria della Cascina Guarnazzola

Nel 1722 la Cascina Guarnazzola era tra i pochi edifici presenti a Cusano. Nel Catasto Teresiano figura come edificio rustico di proprietà del marchese Carlo Omodeo.
Nel XIX secolo il complesso veniva chiamato "Cascina Aliprandi".
Un ramo della nobile famiglia Aliprandi, che discende dal nobile Giulio Cesare Aliprandi, figlio di Gaspare, ammesso nel 1584, con prove di nobiltà, nel Collegio dei Nobili Giureconsulti di Milano, fratello di Luigi Aliprandi ricevuto nel 1587, con prove di nobiltà, nell'Ordine di Santo Stefano Papa e Martire, nella seconda metà del Settecento si trasferì a Cusano dove aveva possessi terrieri e una villa. Tra i suoi membri annovera il Cav. Rag. Giosuè Aliprandi sindaco di Cusano sul Seveso dal 1886 al 1887 e il fratello Cav. Vincenzo Aliprandi sindaco di Cusano sul Seveso dal 1887 al 1905. La suddetta famiglia era proprietaria della "Bernasciora de chi", cascina unica, poi divisa. Il nome deriva dalla deformazione dialettale di Guarnazzola che è tuttora la via laterale alla cascina.
La parte della Cascina Guarnazzola, che si affaccia su via Guarnazzola 2, venne venduta dagli Aliprandi mentre quella che era situata in via XXIV Maggio, che è stata demolita, rimase di proprietà dei discendenti del Cav. Rag. Giosuè Aliprandi, Sindaco di Cusano, fino al 1984.
Nella Cascina Guarnazzola, nella parte che si affacciava su via XXIV Maggio, nasceva il 17 marzo 1939 Giovanni Trapattoni. A quel tempo la famiglia Trapattoni, affittuaria degli Aliprandi, viveva in una porzione della cascina, nella quale abitavano altre 11 famiglie. In fondo al cortile c'erano le stalle con le mucche.
La parte della Cascina Guarnazzola, situata in via XXIV Maggio n. 5 e costituita da fabbricati rurali con corte comune, è stata prima espropriata e poi demolita nel 1985. Gli ultimi proprietari, fra cui le sorelle Maria Aliprandi vedova Benevento e Giulia Aliprandi (nipoti del Cav. Rag. Giosuè Aliprandi Sindaco di Cusano), avevano venduto i suddetti fabbricati al Comune di Cusano Milanino nel 1984.

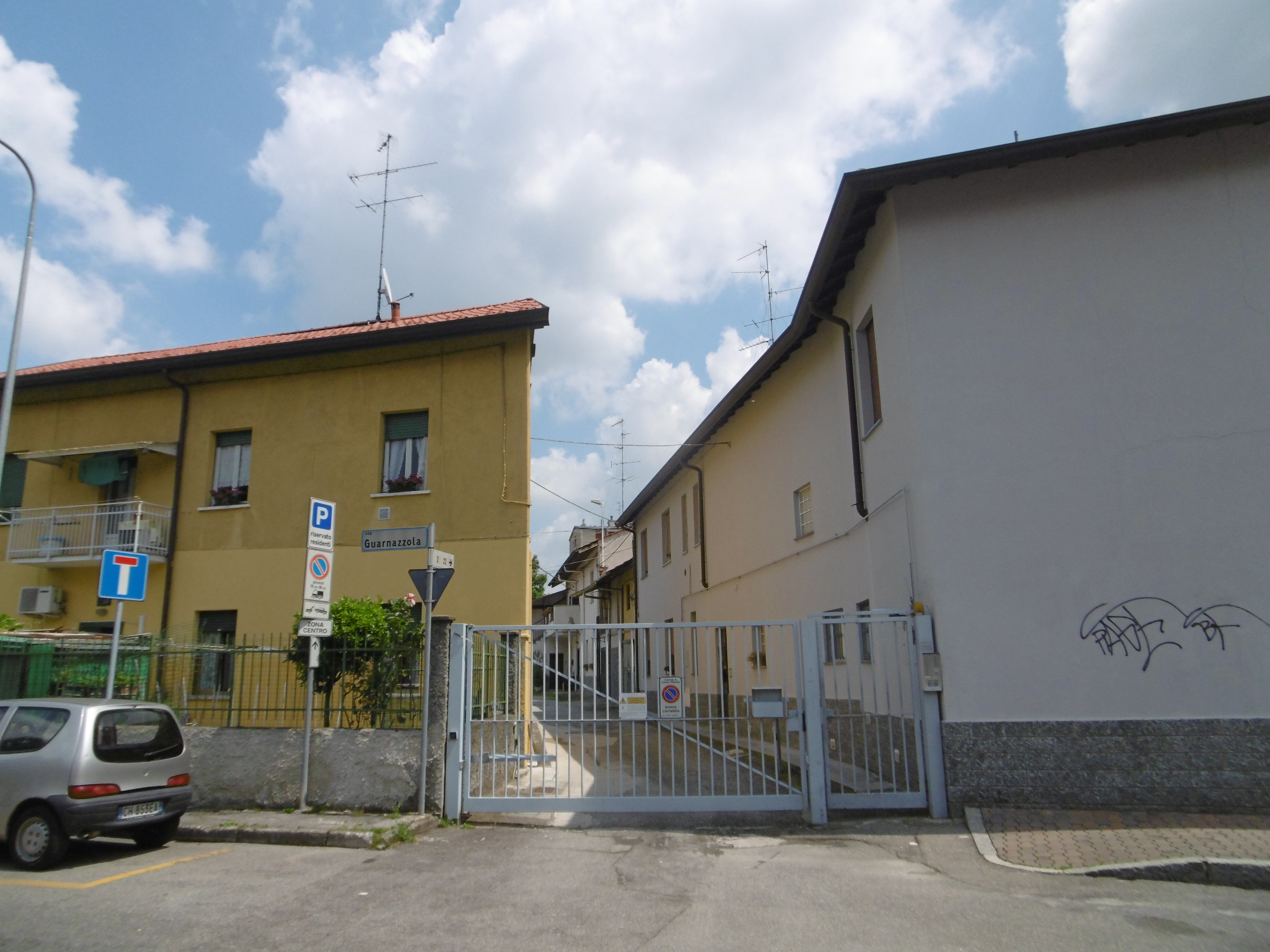
L'ingresso alla Cascina Guarnazzola in via Guarnazzola 2
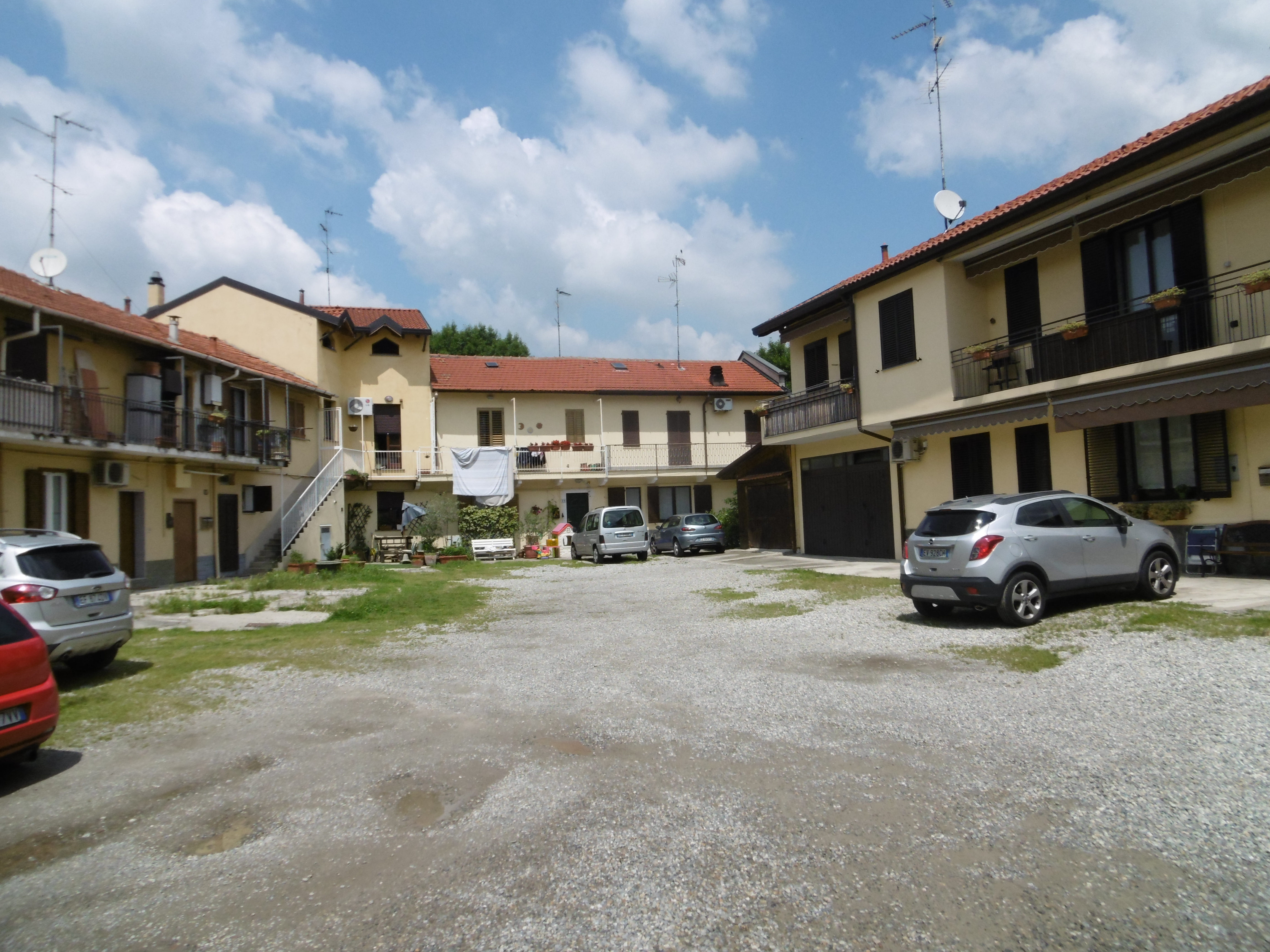
La corte della Cascina Guarnazzola
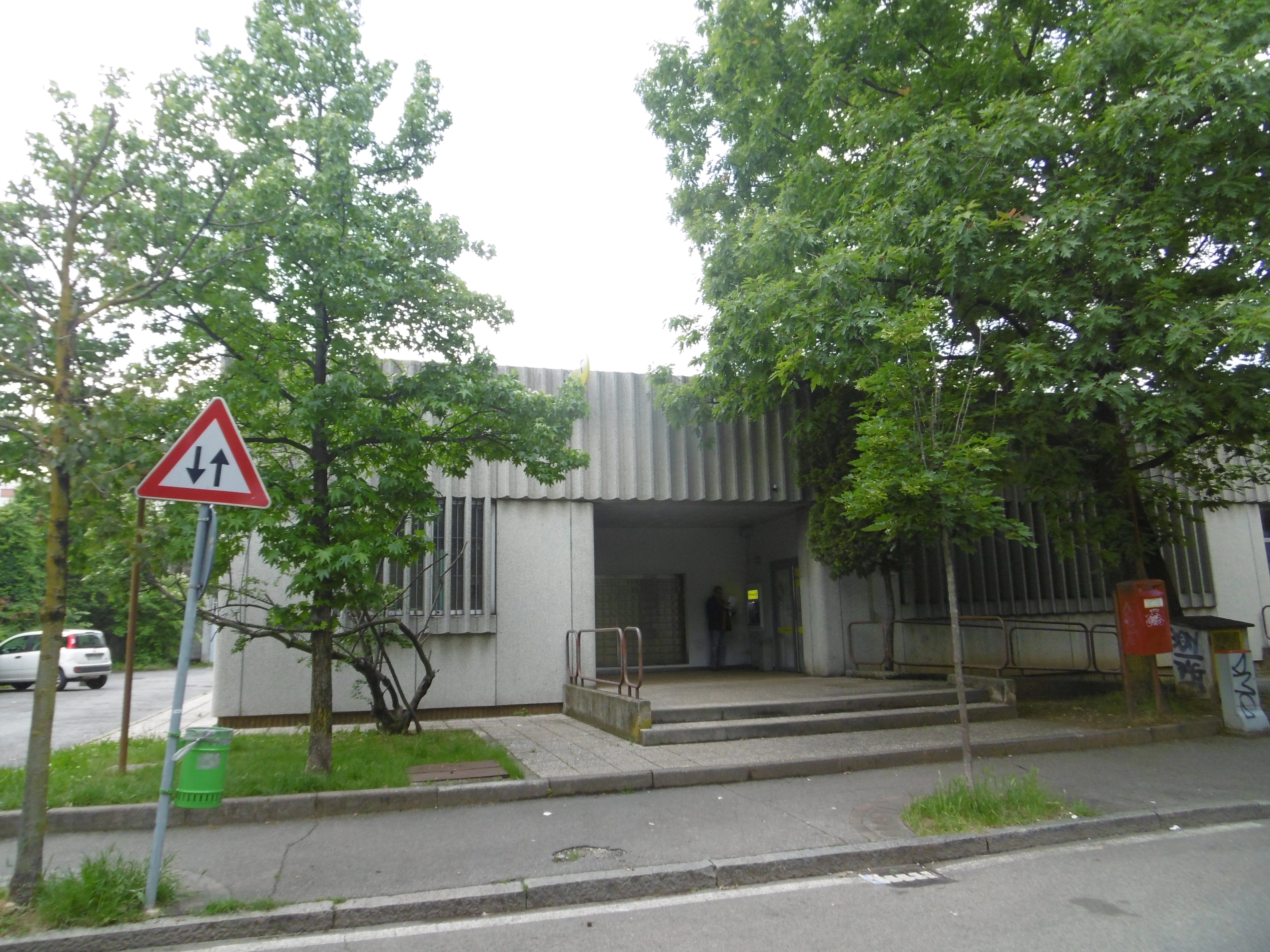
Ufficio Postale edificato nell'area dove c'era la parte della Cascina Guarnazzola che è stata demolita nel 1985, nella quale era nato Giovanni Trapattoni
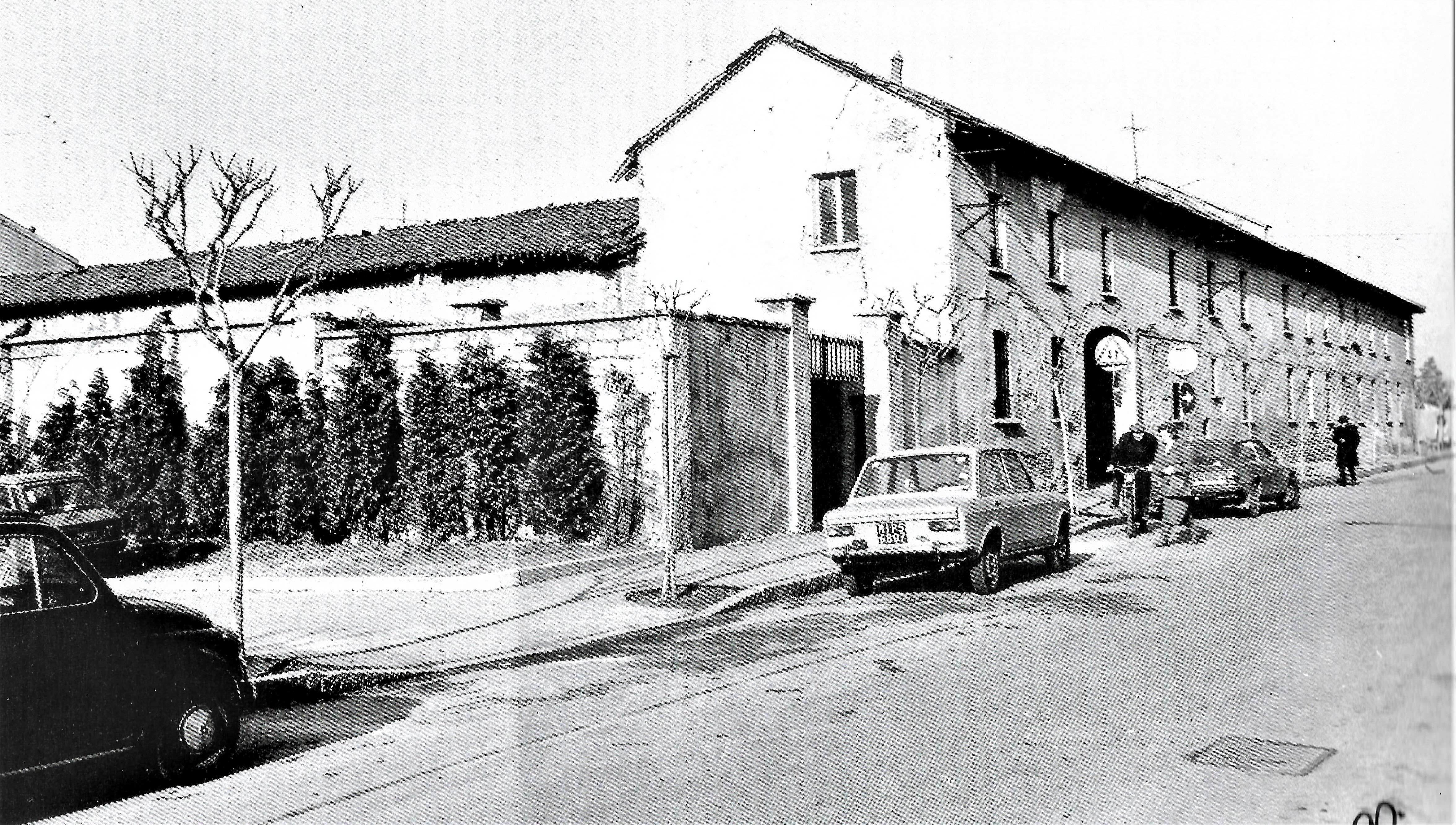
La parte della Cascina Guarnazzola che è stata demolita nel 1985 (via XXIV Maggio, n. 5)
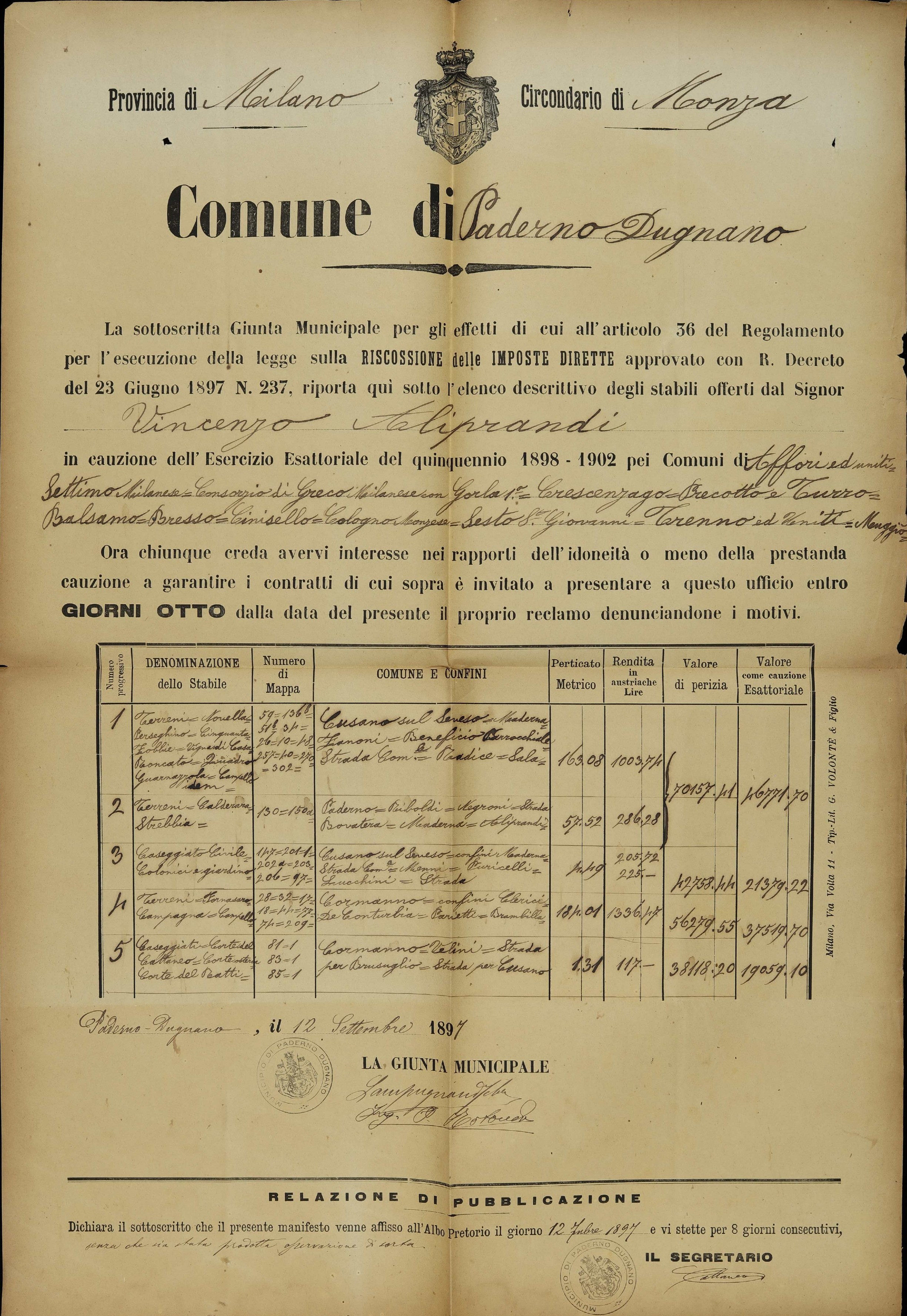
Nel 1897 la parte della Cascina Guarnazzola che è stata demolita nel 1985 (via XXIV Maggio, n. 5) figura tra gli immobili offerti in cauzione dal Cav. Vincenzo Aliprandi per l'esercizio esattoriale

#### La Cascina Rubine detta anche "Villa Angelina"

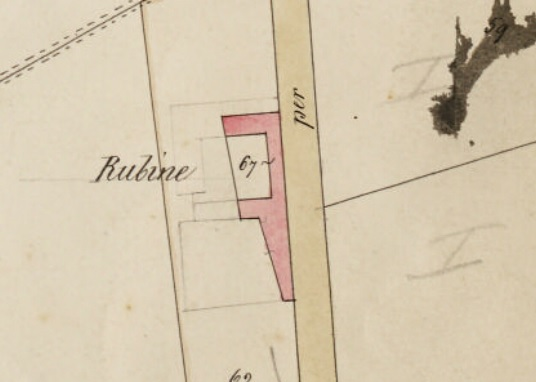
La Cascina Rubine detta anche Villa Angelina nella seconda metà del XIX secolo

Conosciuta anche come "Curt di Rubin", era indicata anche come "Villa Angelina" in quanto la corte era all'interno della villa padronale ed era situata in via Vallassina. Il nome deriva dal fatto che il complesso era attorniato da piante di robinie.
Era di proprietà degli Aliprandi, che erano cugini di quelli proprietari della Cascina Guarnazzola. I coniugi Giuseppe Aliprandi (nato il 14 luglio 1808 a Cusano) e Angelica Manzoni erano possidenti e domiciliati a Cusano nella Villa Angelina. Il figlio di questi, Pietro Aliprandi (nato a Cusano il 21 giugno 1842, deceduto il 16 novembre 1913 e sposato con Angela Besana), il 28 aprile 1898 ottenne dal Sindaco di Cusano sul Seveso la dichiarazione di abitabilità della porzione di fabbricato che aveva costruito alla Cascina detta "Rubinie" o "Rubine", sia per uso civile che per uso colonico. I figli dei predetti coniugi Pietro Aliprandi e Angela Besana, pur ereditando dal padre le sue proprietà, si portarono ad abitare in altre città: Gaetano, Tranquillo, Innocente e Adelaide Aliprandi a Milano e Virgilio Aliprandi a Roma. In seguito la Cascina Rubine venne demolita e si trovava nell'area corrispondente all'attuale via Sormani n. 65-67.

## Società

### Evoluzione demografica
- 463 nel 1751
- 669 nel 1771
- 733 nel 1805
- annessione a Dugnano nel 1811
- 1 292 nel 1853
- 1 373 nel 1859

Abitanti censiti

### Etnie e minoranze straniere
Secondo le statistiche ISTAT, al 31 dicembre 2023 la popolazione straniera era di 1 574 persone, pari all'8,8% dei residenti. Le nazionalità maggiormente rappresentate in base alla loro percentuale sul totale della popolazione residente erano:
- Romania 384
- Egitto 270
- Ucraina 140
- Perù 104
- Ecuador 91
- Albania 81
- Filippine 66
- Repubblica Popolare Cinese 64
- El Salvador 42
- Sri Lanka 36

## Infrastrutture e trasporti
Il territorio comunale è lambito a sud dall'autostrada A4 Milano-Venezia e dalla superstrada SS35 Milano-Meda.
Il comune metropolitano è servito dalla stazione di Cormano-Cusano Milanino, posta sulla ferrovia Milano-Asso e gestita da FerrovieNord. La stazione, servita da collegamenti gestiti da Trenord tramite il servizio ferroviario suburbano di Milano, è stata aperta il 26 aprile 2015, contestualmente alla chiusura della vecchia stazione di Cusano Milanino, situata 200 metri più a nord.
Diverse linee di autobus, gestite da ATM e da Autoguidovie, servono il territorio comunale di Cusano Milanino e lo collegano a Milano e ai comuni limitrofi.
Nell'aprile 2023 sono stati avviati i lavori di costruzione della tranvia Milano-Seregno, che prevede complessivamente tre fermate nel territorio comunale di Cusano Milanino.
Lungo la Vecchia Valassina scorreva la tranvia Milano-Desio, che dal 2011 è stata sostituita da una linea gestita da ATM che copre la stessa tratta. Il ramo che attraversava il quartiere del Milanino di tale tranvia, è stato chiuso nel 1999 e di conseguenza il servizio Milano-Milanino è stato soppresso.
Fra il 1890 e il 1918 era inoltre attiva la tranvia Cusano-Cinisello-Monza.

## Amministrazione
| Periodo | Periodo   | Primo cittadino       | Partito | Carica                  | Note |
| ------- | --------- | --------------------- | ------- | ----------------------- | ---- |
| 1860    | 1867      | Giovanni Panizzeni    |         | Sindaco                 |      |
| 1868    | 1882      | Zucchi Giuseppe       |         | Sindaco                 |      |
| 1883    | 1886      | Giuseppe Maderna      |         | Sindaco                 |      |
| 1886    | 1887      | Giosuè Aliprandi      |         | Sindaco                 |      |
| 1887    | 1905      | Vincenzo Aliprandi    |         | Sindaco                 |      |
| 1905    | 1913      | Adolfo Ferrari        |         | Sindaco                 |      |
| 1914    | 1914      | Pietro Maderna        |         | Sindaco                 |      |
| 1914    | 1924      | Angelo Ghezzi         |         | Sindaco                 |      |
| 1924    | 1926      | Torquato Carnevali    |         | Commissario prefettizio |      |
| 1926    | 1931      | Ercole Masera         |         | Commissario prefettizio |      |
| 1932    | 1934      | Alessandro Cunietti   | PNF     | Podestà                 |      |
| 1934    | 1935      | Ugo Morosi            |         | Commissario prefettizio |      |
| 1935    | 1936      | Federico Della Chiesa |         | Commissario prefettizio |      |
| 1935    | 1943      | Antonio Moneta        | PNF     | Podestà                 |      |
| 1943    | 1944      | Felice Erba           | PFR     | Podestà                 |      |
| 1944    | 1945      | Antonio Grillo        |         | Commissario prefettizio |      |
| 1945    | 1951      | Gaetano Sangalli      |         | Sindaco                 |      |
| 1951    | 1955      | Vittorio Zanelli      |         | Sindaco                 |      |
| 1955    | 1970      | Giovanni Tanzi        |         | Sindaco                 |      |
| 1970    | 1975      | Antonio Zanelli       |         | Sindaco                 |      |
| 1975    | 1980      | Adelino Tagliabue     |         | Sindaco                 |      |
| 1980    | 1982      | Aldo Gavioli          |         | Sindaco                 |      |
| 1982    | 1985      | Giovanni Biglietti    |         | Sindaco                 |      |
| 1985    | 1986      | Rino Alberti          |         | Sindaco                 |      |
| 1986    | 1986      | Domenico Lerro        |         | Commissario prefettizio |      |
| 1986    | 1986      | Paolo Tronca          |         | Commissario prefettizio |      |
| 1986    | 1990      | Giuseppe Maserati     | PCI     | Sindaco                 |      |
| 1990    | 1995      | Enea Cerquetti        | PDS     | Sindaco                 |      |
| 1995    | 1999      | Giuseppe Maserati     | PDS     | Sindaco                 |      |
| 1999    | 2004      | Pietro Garbagnati     | DS      | Sindaco                 |      |
| 2004    | 2009      | Lino Volpato          | DS      | Sindaco                 |      |
| 2009    | 2014      | Sergio Ghisellini     | LN      | Sindaco                 |      |
| 2014    | 2019      | Lorenzo Gaiani        | PD      | Sindaco                 |      |
| 2019    | 2024      | Valeria Lesma         | FI      | Sindaco                 |      |
| 2024    | in carica | Carla Pessina         | PD      | Sindaco                 |      |

## Sport
L'Unione Sportiva Gerli fu una società calcistica che raggiunse il suo culmine con il campionato di Serie C nel 1942 e 1943.
Hanno sede nel comune la società di calcio Cusano Milanino e la squadra di pallacanestro CSC basket Cusano Milanino che, come massimo risultato, ha disputato il campionato di Serie C1. 
Nel tennis, l'ASD Sporting Milanino ha disputato il campionato di serie B nel 2017 e numerose volte quello di serie C.
Cusano Milanino è anche la città natale di due allenatori come il noto Giovanni Trapattoni e Roberto Lovati.